# Francisco Marcelo Curto
Francisco Marcelo Monteiro Curto (Aldeia de Santa Margarida, Idanha-a-Nova, 1939 – Amadora, 2 de fevereiro de 2001) foi um político português. Ocupou o cargo de Ministro do Trabalho no I Governo Constitucional e Secretário de Estado do Trabalho no IV Governo Provisório.

## Biografia
Cumpriu serviço militar como alferes miliciano em Angola, entre 1961 e 1963, experiência que relatou no livro “Tu não viste nada em Angola”.
Licenciou-se Direito pela Universidade de Lisboa.
Iniciou o seu percurso político em 1969, integrando as listas de candidatos pela Comissão Democrática Eleitoral.
Em 1973 foi um dos impulsionadores do III Congresso da Oposição Democrática, em Aveiro, tornando-se ainda nesse ano num dos fundadores do Partido Socialista.
Ao longo da sua carreira de advogado foi consultor de vários sindicatos, tendo estado ligado à fundação da CGTP em 1970, com a qual viria mais tarde, já depois do 25 de Abril de 1974, a entrar em conflito devido à questão da unicidade sindical. Em 1977 acabou por sair da CGTP para ser um dos cofundadores da UGT.
Foi deputado entre 1975 e 1987, tendo se destacado como defensor do movimento cooperativo e autogestionário.
Ocupou também o cargo de Secretário de Estado do Trabalho no VI Governo Provisório, e, durante o I Governo Constitucional, presidido por Mário Soares, deteve a pasta de Ministro do Trabalho, tendo sido sob a sua égide que foram publicados diplomas como o do direito à greve, quotização sindical e despedimentos por justa causa.
Na década de oitenta do século XX perenceu à Esquerda Laboral, tendência integrada no Partido Socialista.
Foi igualmente professor universitário e vereador da Câmara Municipal de Oeiras.

O seu espólio documental foi confiado à Fundação Mário Soares e Maria Barroso, nele se contendo grande parte da sua atividade profissional e política, bem como diversos textos, apontamentos e vários cadernos de poesia da autoria de Marcelo Curto, além de materiais de apoio à preparação de alguns dos livros por este publicados.